# 尤里·索洛维约夫
尤里·菲利波维奇·索洛维约夫（俄语：Ю́рий Фили́ппович Соловьёв，1925年8月20日（25日）—2011年2月10日）是苏共中央主席团候补委员，是苏共列宁格勒地区委员会第一书记、苏共列宁格勒市委第一书记、苏联工业建设部部长。